# Konkordanz (Medizin)
Konkordanz (lat. concordare „übereinstimmen“) ist die Übereinstimmung von Messungen und Beurteilungen. Bei der Konkordanzanalyse, einem statistischen Verfahren, werden die Methoden von Kendalls Konkordanzkoeffizient, Cohens Kappa und Krippendorff’s Alpha angewandt.

## Kardiologie
Als spezieller Begriff wird Konkordanz in der Kardiologie beim Formvergleich des Kurvenverlaufes in einem Elektrokardiogramm (EKG) angewandt. Die normale EKG-Kurve ist durch ein spezifisches Muster mit positiven und negativen Kurvenverläufen (QRS-Komplex) (nach „oben“ bzw. nach „unten“) gekennzeichnet.
Weisen beispielsweise im Rahmen einer ventrikulären Tachykardie alle QRS-Komplexe in den Ableitungen V1-V6 einen komplett negativen oder positiven Ausschlag auf, bezeichnet man dies als Konkordanz. Eine wichtige Differentialdiagnose ist eine spezielle Form der Tachykardie beim WPW-Syndrom (sogenannte antidrome Tachykardie mit linksseitiger Bahn).
Auch bei Veränderungen der ST-Strecken findet der Begriff Verwendung. Liegt beispielsweise eine zum Hauptausschlag des Kammerkomplexes gleichsinnige Hebung oder Senkung vor, so spricht man ebenfalls von Konkordanz (bei ungleichsinnigem Verhalten von „Diskonkordanz“).
Außerdem bezeichnet die Konkordanz in der Genetik das Auftreten eines Merkmals oder einer Krankheit bei beiden Zwillingen (ein- oder zweieiig).